# Fele
Fele je priimek v Sloveniji, ki ga je po podatkih Statističnega urada Republike Slovenije na dan 1. januarja 2010 uporabljalo 147 oseb in je med vsemi priimki po pogostosti uporabe uvrščen na 3.054. mesto.

## Znani nosilci priimka
- Erika Fele (r. Zakonjšek), violinistka in narodnozabavna pevka
- Gregor Fele, glasbenik violončelist
- Janez Fele, glasbenik, godbenik
- Jolanda Fele, novinarka
- Katja Fele, likovna umetnica
- Klemen Fele, filozof
- Matej Fele, glasbenik
- Monika Fele, pevka in zborovodkinja